# 八堡彝族苗族乡
八堡彝族苗族乡是中华人民共和国贵州省毕节市大方县下辖的一个民族乡。

## 行政区划
八堡彝族苗族乡下辖以下村级行政区划单位：
长新村、海龙村、复兴村、中箐村、天宝村、水洞村、新开村、八一村和荆竹村。